# Sant Jaume d’Enveja
Sant Jaume d'Enveja – gmina w Hiszpanii, w prowincji Tarragona, w Katalonii, o powierzchni 63,55 km². W 2011 roku gmina liczyła 3549 mieszkańców.